# Karl Brooks
Karl Brooks (Lansing, Míchigan; 8 de mayo de 2000) es un jugador profesional estadounidense de fútbol americano, se desempeña en la posición de defensive end en Green Bay Packers, en la National Football League (NFL).

## Carrera
Hizo su debut profesional con el equipo Green Bay Packers, lleva jugando una temporada, comenzó en el 2023.